# Anastasija (piosenkarka)
Anastasija, właśc. Anastasija Minckowska, z domu Protasienko ros. Анастасия Владимировна Минцковская (Протасенко) (ur. 4 sierpnia 1965 w Moskwie) – radziecka i rosyjska piosenkarka estradowa, kompozytorka, autorka piosenek, aktorka teatralna i filmowa, prezenterka telewizyjna